# Iliaș II.

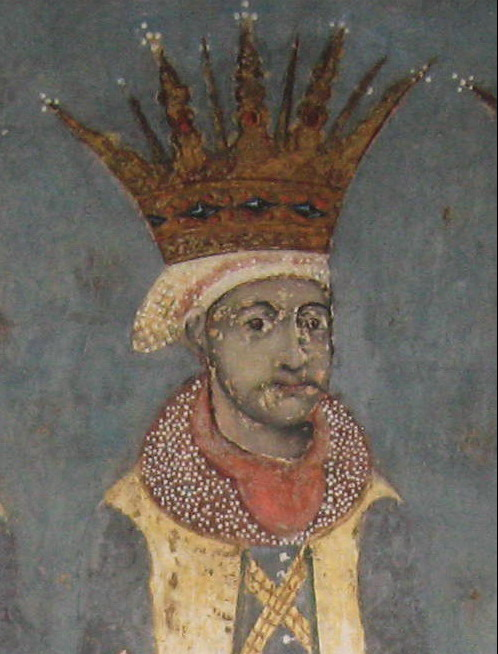
Ilias Rares

Iliaș II. Rareș, auch Ilie, (* 1531; † Januar 1562) war der älteste Sohn des Petru Rareș. Er regierte als Fürst das Fürstentum Moldau vom 3. September 1546 bis zur Aufgabe seiner Herrschaft am 11. Juni 1551. Ihm folgte sein Bruder Ștefan VI. Rareș nach. Iliaș war am Hof des Osmanischen Reiches aufgewachsen und kannte den dort herrschenden Luxus, den er im Fürstentum Moldau vermisste. Er übertrug die Aufgabe seines türkischen Lehnsherren, 1550 ein Heer nach Siebenbürgen gegen den kaiserlichen Martinuzzi zu entsenden, an seinen Bruder Ștefan. Im Mai 1551 setzte er Ștefan zum Verweser seiner Herrschaft ein und ging zurück an den Hof von Süleyman. Dort trat er zum Islam über. Ihm wurde der Name Mehmed gegeben und die Statthalterschaft über Silistrien verliehen. Er starb im Januar 1562 im türkischen Exil.